# 阿莫德·哈默
亞曼德·漢默（英語：Armand Hammer，1898年5月21日—1990年12月10日），又譯阿曼德·哈默、亚蒙·哈默，俄裔美国人，父亲是美国共产党创始人之一。他是一名企业家，被称为“商业天才”。哈默传奇的一生从事过许许多多商业活动，其中最主要的包括：年轻时的药厂生意；作为中间商在苏联的生意，在苏联开设的石棉厂与铅笔厂；古董与艺术品交易；美国禁酒时期投资酿酒业；从事养牛业；在西方石油公司的活动。此外，哈默还是一个社会活动家——特别是对美国与苏联的外交来往做出了巨大贡献，被列宁称为“哈默同志”。

## 家族简史
哈默的曾祖父是在俄国出生的犹太人，在为沙皇俄国制造战舰的过程中积累了巨额财富。但是，到哈默祖父时家境由于一场台风开始衰落。于是哈默的祖父带上妻子和儿子——也就是哈默的父亲朱利叶斯移居美国。朱利叶斯年轻时在钢铁厂工作，造就了一副好身板。工作之余，他还积极参加社会主义党派。在19岁时，朱利叶斯努力成为了药店学徒并且最终将药店买了下来。1897年朱利叶斯认识了寡妇罗斯并在不久后与她结婚，一年后他们生下了大儿子哈默。

## 早年活动
同许多企业家一样，哈默在年轻时就表现出参与商业活动的志向。16岁那年，他向同母异父在药店工作的哥哥借来钱在百老汇大街买来一辆二手敞篷车。并利用这辆车争取到了一份送糖果的工作，在两个月内将借款还给了哥哥。1917年哈默考入了当年他父亲毕业的哥伦比亚医学院,成为该校的一名学生。然而，由于他父亲朱利叶斯从医后没有精力管理药厂，哈默不得不第一次真正的投入到商业活动中去。

## 家庭
曾孙艾米·汉莫，美国男演员，曾主演《社交网络》、《请以你的名字呼唤我》。